# Покровка (Омский район)
Покровка — село в Омском районе Омской области. Административный центр Покровского сельского поселения.

## История
Основано в 1921 году. В 1928 г. состояло из 76 хозяйств, основное население — русские. Центр Покровского сельсовета Бородинского района Омского округа Сибирского края.

## Население
| 2006 | 2010  |
| ---- | ----- |
| 1469 | ↘1262 |